# Białaczów (gmina)

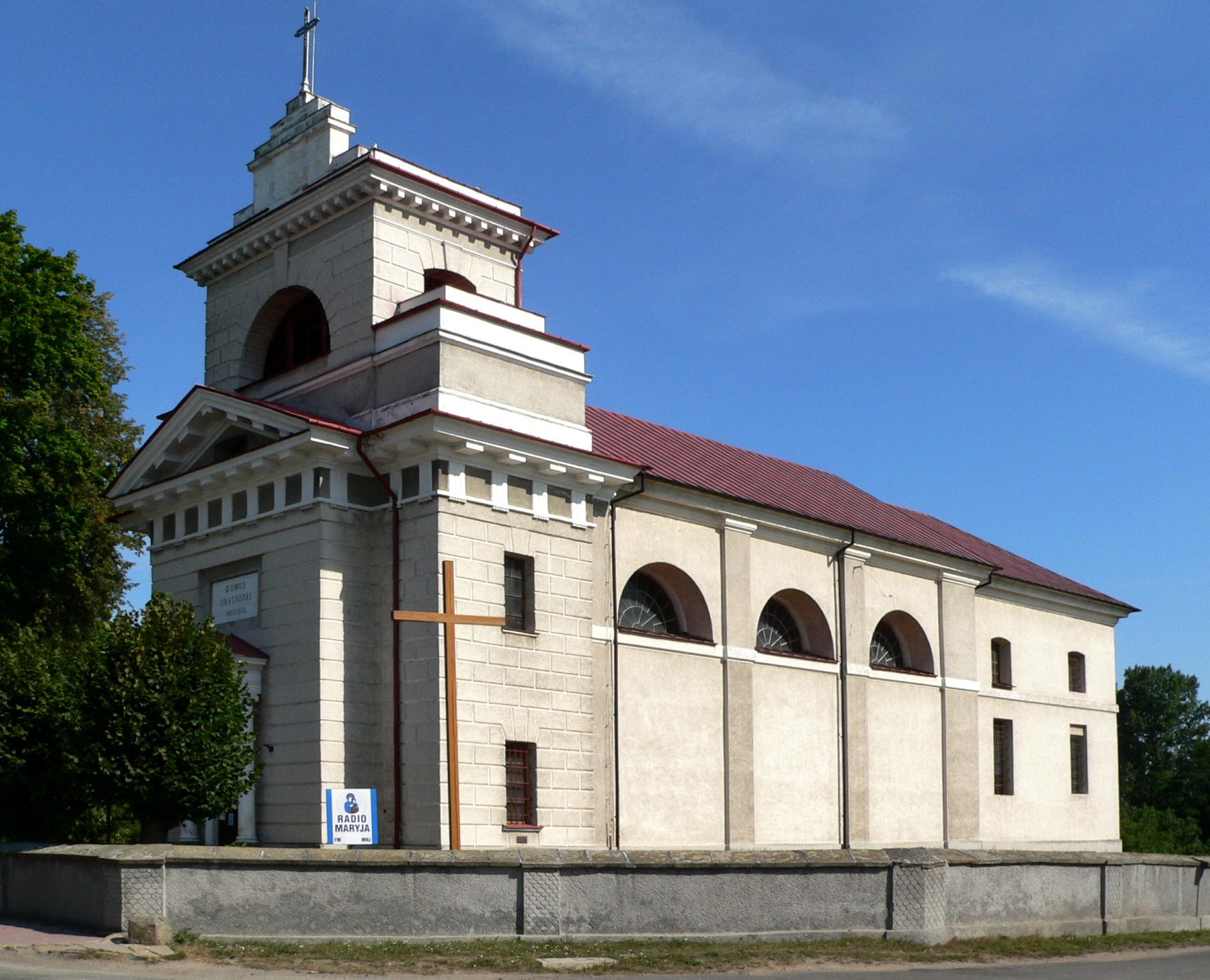
Klasycystyczny kościół w Petrykozach

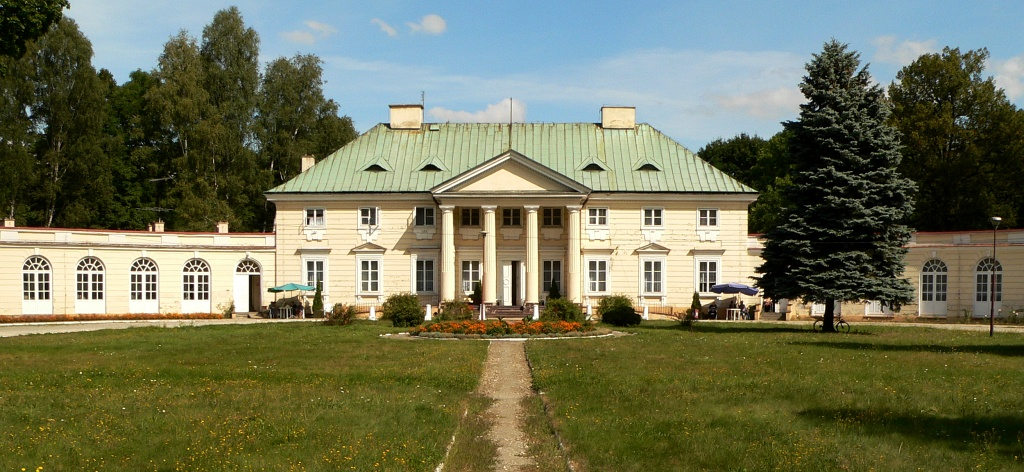
Klasycystyczny pałac Małachowskich w Białaczowie

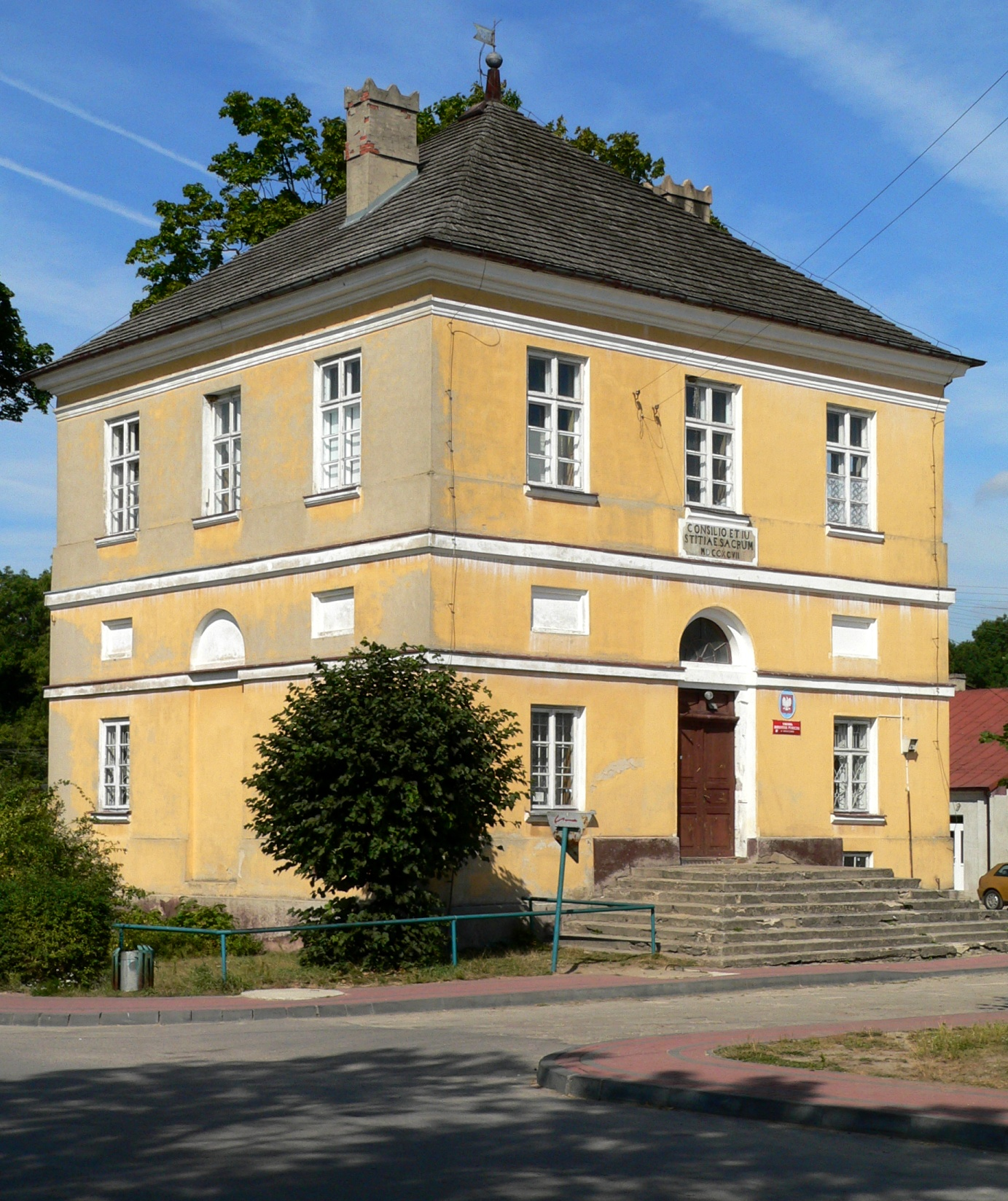
Klasycystyczny ratusz w Białaczowie

Białaczów – gmina miejsko-wiejska w województwie łódzkim, w powiecie opoczyńskim. W latach 1975–1998 gmina położona była w województwie piotrkowskim. Siedziba gminy to Białaczów. Według danych z 31 grudnia 2007 gminę zamieszkiwały 5952 osoby. Według danych z NSP 31 marca 2021 gminę zamieszkiwały 5603 osoby.
Za Królestwa Polskiego gmina Białaczów należała do powiatu opoczyńskiego w guberni radomskiej. 13 stycznia 1870 do gminy przyłączono pozbawiony praw miejskich Białaczów.

## Struktura powierzchni
Według danych z roku 2007 gmina Białaczów ma obszar 114,63 km², w tym:
- użytki rolne: 53%
- użytki leśne: 37%

Gmina stanowi 11,02% powierzchni powiatu opoczyńskiego.

## Demografia

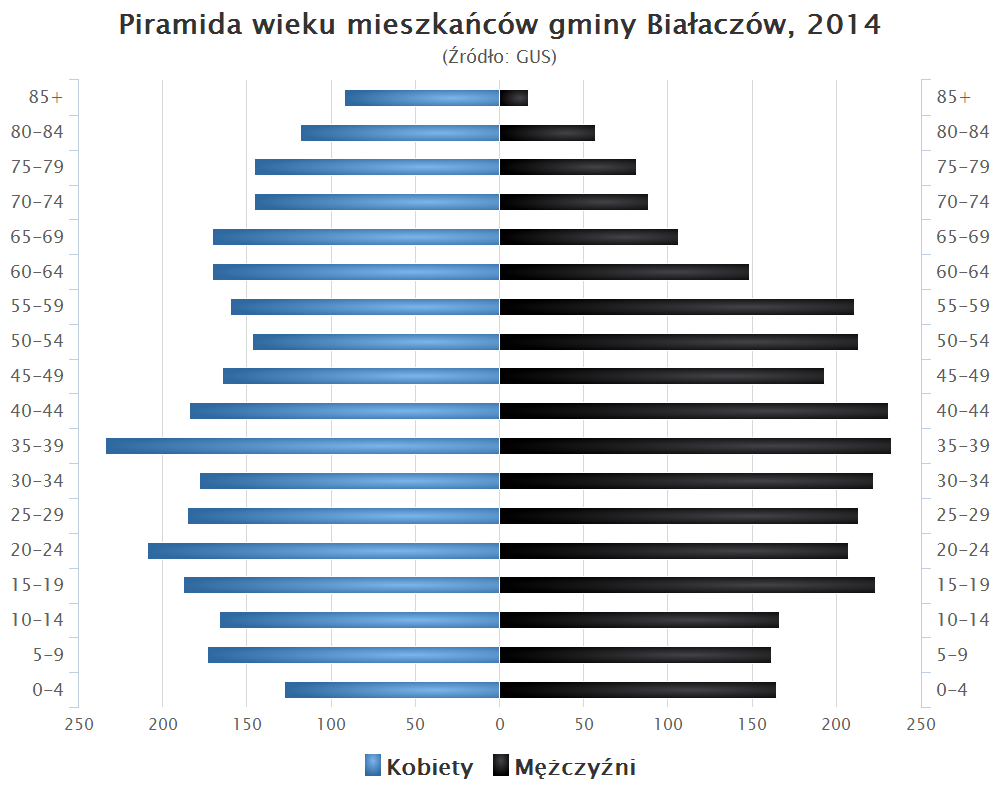
Piramida wieku mieszkańców gminy Białaczów w 2014 roku

Dane z 31 grudnia 2007:
| Opis                              | Ogółem | Ogółem | Kobiety | Kobiety | Mężczyźni | Mężczyźni |
| --------------------------------- | ------ | ------ | ------- | ------- | --------- | --------- |
| jednostka                         | osób   | %      | osób    | %       | osób      | %         |
| populacja                         | 5952   | 100    | 2996    | 50,3    | 2956      | 49,7      |
| gęstość zaludnienia (mieszk./km²) | 52     | 52     | 26      | 26      | 26        | 26        |

## Rezerwaty przyrody
Na terenie gminy znajduje się rezerwat przyrody Białaczów chroniący naturalny las grądowy z udziałem lipy, jawora, buka.

## Zabytki
- XVIII-wieczny pałac rodu Małachowskich w Białaczowie
- klasycystyczny ratusz w Białaczowie
- klasycystyczny kościół parafialny pw. św. Doroty w Petrykozach

## Sołectwa
Białaczów, Kuraszków, Miedzna Drewniana, Ossa, Parczów, Parczówek, Petrykozy, Radwan, Sędów, Skronina, Sobień, Wąglany, Zakrzów, Żelazowice.

## Sąsiednie gminy
Gowarczów, Końskie, Opoczno, Paradyż, Sławno, Żarnów